# 2979 Murmansk
2979 Murmansk este un asteroid din centura principală, descoperit pe 2 octombrie 1978 de Liudmila Juravliova.